# واي أوف ذا ساموراي 4
واي أوف ذا ساموراي 4 (بالإنجليزية: Way of the Samurai 4)‏ (باليابانية: 侍道4) ، هي لعبة إلكترونية من نوع أكشن ومغامرات، أنتجت عام 2011م، وهي الجزء الرابع من سلسلة واي أوف ذا ساموراي.

## وصلات خارجية
- Publisher website
- Developer website